# Зов Ктулху (фильм)
«Зов Ктулху» (англ. The Call of Cthulhu) — короткометражный фильм, созданный группой поклонников Говарда Лавкрафта по одноимённому произведению писателя, который был выпущен в 2005 году Шоном Брэнни и Эндрю Леманом для Исторического общества Говарда Лавкрафта.  Фильм стилизован под немые чёрно-белые фильмы 1920-х годов и выдержан в духе немецкого киноэкспрессионизма. Помимо этого применена особая технология — мифоскоп — для создания иллюзии старинности фильма. Фильм изначально предназначен для распространения на DVD.
Оригинальный рассказ долгое время считался непригодным для экранизации, но стремление сделать из него немой фильм и энтузиазм, который создатели испытывали в своём проекте, принесли ему хорошие отзывы и несколько наград.

## Сюжет
Безымянный главный герой рассказывает историю своего столкновения с культом Ктулху. Все началось с того, что двоюродный дед оставил ему странное наследство — плоды своих долгих исканий, несколько тщательно описанных случаев столкновения с неизведанным. По сути, весь фильм — это ряд различных, переплетающихся друг с другом историй, в каждой из которой есть что-то страшное. Среди них история странных и страшных снов молодого художника Уилкокса, инспектора Леграса, столкнувшегося с деятельностью почитателей Ктулху в глубине болот, и моряка Йохансона, побывавшего на острове Р’льех.

## В ролях
| Актёр              | Роль                    |
| ------------------ | ----------------------- |
| Мэтт Фойер         | Френсис Вейланд Тёрстон |
| Джон Болен         | слушатель               |
| Ральф Лукас        | профессор Энджелл       |
| Чед Файфер         | Генри Уилкокс           |
| Дэвид Мерсо        | инспектор Леграсс       |
| Кларенс Генри Хант | Кастро                  |
| Патрик О'Дэй       | Йохансен                |
| Ноа Вагнер         | капитан Коллинз         |

## Премьера
«Зов Ктулху» был выбран для показа на многочисленных кинофестивалях, в том числе на кинофестивале Slamdance 2006 года и крупнейшем в Северной Америке Международном кинофестивале в Сиэтле 2006 года, где билеты на оба показа были распроданы отчасти благодаря восторженным отзывам от местной газеты «The Stranger».

## Критика
«Зов Ктулху» получил в основном положительные отзывы критиков, несмотря на давнее расхожее мнение о том, что рассказ Лавкрафта по сути «недоступен для кино». Фильм имеет 100% рейтинг одобрения на Rotten Tomatoes со средней оценкой 7,1/10 на основе 6 обзоров критиков.
Деннис Шварц из Ozus 'World Movie Reviews оценил фильм на оценку B, написав: «труд преследует дань любви автору», высоко оценив стиль фильма и музыку. 
Пол ди Филиппо из Science Fiction Weekly назвал его «лучшей адаптацией Г.Ф.Л. на сегодняшний день», назвав решение адаптировать его как немой фильм «блестящей и славной идеей». 
Дэниел Сивек из DVD Talk дал фильму 4,5 из 5 звезд, назвав его «очень жутким и приятным» и настоящим свидетельством того, чего можно достичь с большим трудом и страстью, но ограниченными средствами». 
Д. У. Бостаф-младший из Dread Central присудил фильму оценку 4/5, написав: «Сам по себе амбициозный "Зов Ктулху" действительно является шагом вперед для мира фильмов по Лавкрафту. Это один из немногих новых фильмов, снятых поклонниками творчества великого автора, которые не только видят перспективу этой находки, но и могут найти в ней самородок». 
Дэвид Корнелиус из eFilmCritic поставил фильму 4 балла из 5 звезд, высоко оценив саундтрек к фильму, написав: «Что действительно замечательно в Ктулху, так это то, что он призван произвести впечатление не только на заядлых фанатиков Лавкрафта, но и на поклонников классического и / или экспериментального независимого кино. Хотя он местами спотыкается, как с точки зрения повествования, так и с точки зрения презентации своего трюка, но это такой уникальный проект, любовь к которому настолько заразительна, что он становится одним из тех особых таинств, которые вы не сможете не представить своим друзьям».
Эндрю Мильоре и Джон Страйсик  в своей книге «Lurker in the Lobby: The Guide to the Cinema of H. P. Lovecraft» пишут: «Зов Ктулху — знаковая адаптация, которая взывает ко всем фанатикам Лавкрафтовского ужаса в кино — от формы немого фильма до превосходного актёрского состава, режиссуры и замечательной музыкальной партитуры... все это ктулхуанское кино, которое понравилось бы Говарду».

## Награды
Зов Ктулху получил различные награды, в том числе:
- Лучший полнометражный фильм на фестивале фильмов ужасов Eerie Horror (2006)[11]
- Призовый тур за лучший американский фильм на 23-м Авиньонском кинофестивале (2006 г.)[12]
- Выбор публики в номинации «Еще одна дырка в голове» (2006)[13]
- Победитель в фаворитах публики Vuze (2007/2008)[14]